# 1. Fußball Club Gera 03 e.V.
1. FC Gera 03 e.V. é uma agremiação alemã, fundada a 23 de maio de 2003, sediada em Gera, na Turíngia.

## História

BSG Modedruck Gera (de 1973 a 90)

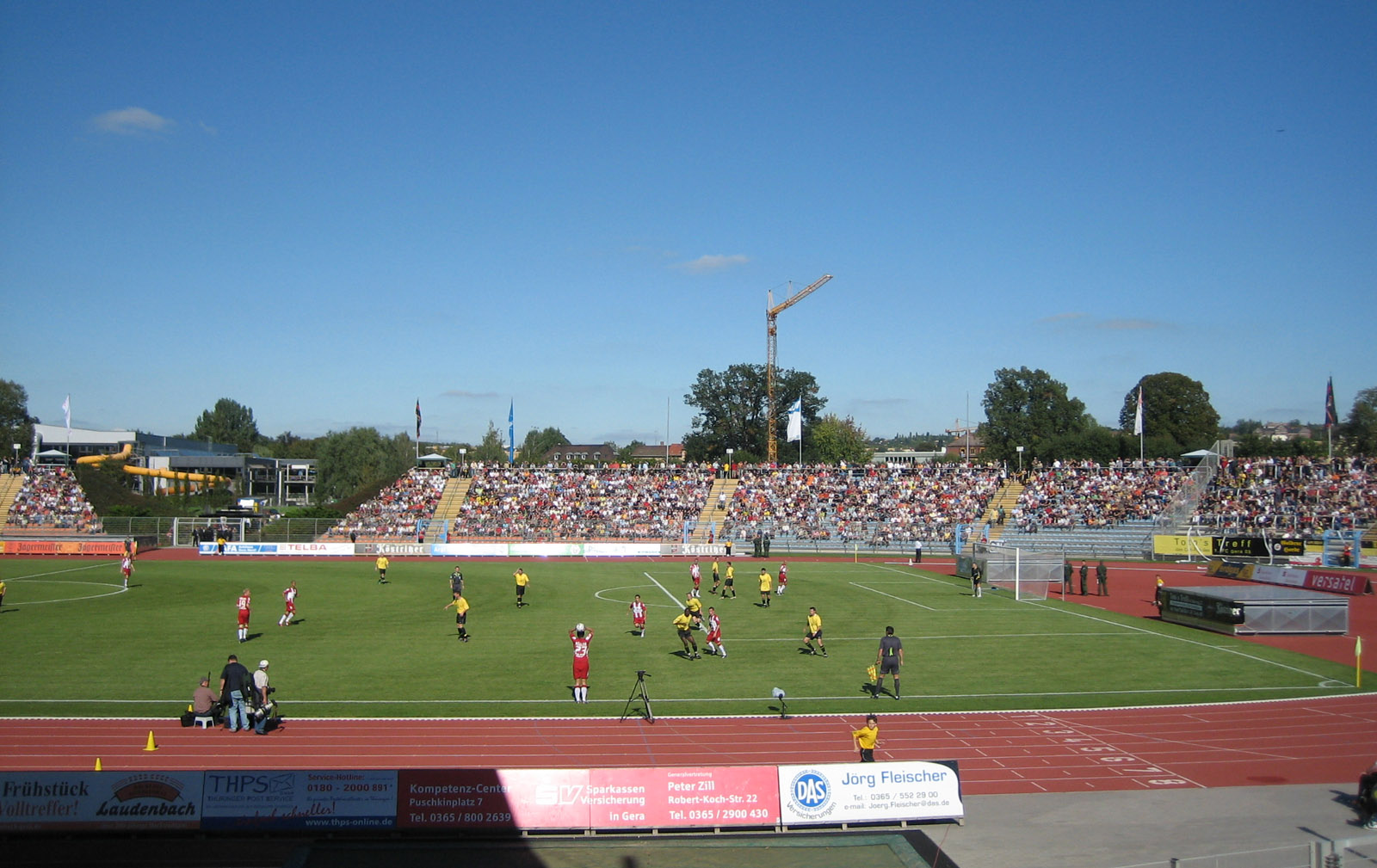
DFB-Pokal: Gera contra Kaiserslautern

O clube foi fundado em 2003 através da fusão de TSV 1880 Gera-Zwötzen e 1861 SV Liebschwitz. O clube é composto em grande parte dos jogadores que costumavam jogar em divisões superiores da Turíngia, FC Rot-Weiss Erfurt e FC Carl Zeiss Jena. O Gera ganhou a Landesliga Thüringen (V), em 2006-2007, ganhando a promoção para a Oberliga.
Seu mais notável sucesso foi o avanço para a final, em 2007, da TFV-Pokal (Copa Thuringer), na qual perdeu para o FC Carl Zeiss Jena. A equipe ainda se classificou, em 2006-2007, já que o Jena já havia conquistado sua promoção para a 2. Bundesliga. O Gera hospedou o 1. FC Kaiserslautern na fase de abertura e perdeu por 2 a 0.
O 1. FC Gera 03 atua no Stadion der Freundschaft cuja capacidade é de 16.800 espectadores. A equipe divide o local com o 1. SV Gera.
O melhor jogador de futebol conhecido por ter jogado para Gera 03 foi Marco Weisshaupt, que passou a jogar na Bundesliga no Hamburger SV, SC Freiburg, e Hansa Rostock. O clube também tem um time de futebol feminino que atua na Regionalliga.
Na temporada 2011-2012 a associação declarou falência e foi automaticamente rebaixada para a Verbandsliga Thüringen (VI), mas permaneceu inativa na temporada seguinte.

## Títulos
- Thuringia Cup: 
  - Campeão: 2006–2007; 
    - Vice-campeão: 2005–2006;